# Zubiena
Zubiena est une commune d'environ 1 300 habitants, située dans la province de Biella, dans le Piémont, en Italie.

## Administration
| Période                                  | Période | Identité | Étiquette | Qualité |
| ---------------------------------------- | ------- | -------- | --------- | ------- |
|                                          |         |          |           |         |
| Les données manquantes sont à compléter. |         |          |           |         |

### Communes limitrophes
Borriana, Cerrione, Magnano, Mongrando, Sala Biellese, Torrazzo